# Linda Bergström
Linda Bergström, född 26 maj 1977 är en svensk före detta barnskådespelare som spelade rollfiguren Lisa i filmerna Alla vi barn i Bullerbyn 1986 och Mer om oss barn i Bullerbyn 1987, som regisserades av Lasse Hallström och baserades på böckerna av Astrid Lindgren.

## Filmografi
- 1986 – Alla vi barn i Bullerbyn
- 1987 – Mer om oss barn i Bullerbyn
- 1995 – Anmäld försvunnen (TV-serie)